# Râul Nojag
Râul Nojag este un curs de apă, afluent al râului Certej. 

## Hărți
- Harta județului Hunedoara
- Harta munților Apuseni